# جنبش سوسیالیستی دموکراتیک (نیجریه)
جنبش سوسیالیستی دموکراتیک (به انگلیسی: The Democratic Socialist Movement) که به اختصار DSM نامیده می‌شود، یک حزب سیاسی کمونیستی با خط مشی تروتسکیستی در نیجریه است. این حزب به کمیتهٔ انترناسیونال کارگران گرایش دارد و دومین بخش بزرگ آن به شمار می‌آید.

## تأسیس
جنبش سوسیالیستی دموکراتیک در سال ۱۹۸۶ در کنفرانسی که توسط کنشگران سوسیالیست دانشجو و کارگر راه‌اندازی شده‌بود تشکیل شد. به دلیل دیکتاتوری نظامی حاکم، فعالیت این حزب تنها به صورت نیمه آزاد ممکن بود و به همین دلیل نیز به نام روزنامه‌ای که منشر می‌کرد،از ۱۹۸۷ تا ۱۹۹۴ میلیتانت کارگری و از ۱۹۹۴ تا ۱۹۹۸ میلیتانت نامیده می‌شد. پس از مرگ سانی آباچا رهبر دیکتاتوری نظامی در ژوئن ۱۹۹۸ و پایان قریب‌الوقوع حکومت نظامی، جنبش سوسیالیستی دموکراتیک نیز به عنوان یک سازمان آزاد در ژوئیهٔ همان سال فعالیت خود را پی گرفت.